# Pannónia-tó
A Pannónia-tó egy tó Szentendrén, nem messze a Pannóniatelep megállóhelytől. 2000 óta helyi jelentőségű természetvédelmi terület.
A tavat rendkívül sűrű nádas öleli körbe. Tőkés récék, vízityúkok és nádiposzáták költőhelyéül szolgál. A tó körül nyárfák és fűzfák találhatók, melyek harkályok és különböző énekesmadarak költő és táplálkozóhelyéül szolgálnak. A száraz időszakokban a tó a környék egyéb élőlényei számára is ivóhelyként szolgál. Szitakötők, kétéltűek szaporodóhelye a védett tó. A madárvonulás során a kis nádszegély és a nyílt vízfelület más-más madárfajoknak jelent táplálkozó és pihenőhelyet. 
A tóban védett békafajok és siklók élnek. Ettől függetlenül szabadon lehet látogatni, és horgászni is lehet benne.

## Védettsége
- Védettségi szint: helyi jelentőségű.
- Védelmi kategória: TT
- Védetté nyilvánítás év: 2000
- Kiterjedése: 19,41 hektár